# Ultraman Ginga
Ultraman Ginga (ウルトラマンギンガ Urutoraman Ginga) là loạt phim truyền hình tokusatsu nằm trong dòng phim Ultra Series của Tsuburaya Productions chào mừng 50 năm thành lập công ty và là một phần của giờ phim New Ultraman Retsuden (新ウルトラマン列伝 Shin Urutoraman Retsuden) trên TV Tokyo.

## Cốt truyện
Trong Dark Spark War (ダークスパークウォーズ Dāku Supāku Uōzuand), tất cả Ultraman và quái vật đều bị biến thành những con búp bê tên là Spark Doll (スパークドールズ Supāku Dōruzu) và bị rơi xuống Trái Đất. Một chàng trai trẻ tên là Hikaru Raidō đã tìm thấy Ginga Spark (ギンガスパーク Ginga Supāku) không chỉ cho phép anh trở thành Ultraman Ginga, mà còn có thể UltraLive (ウルトライブ Urutoraibu) thành bất cứ Spark Doll nào.

## Tập phim
1. Thị trấn sao sa (星の降る町 Hoshi no Furu Machi?)
2. Giấc mộng đêm hè (夏の夜の夢 Natsu no Yoru no Yume?)
3. Song đầu hoả viêm thú (双頭の火炎獣 Sōtō no Kaenjū?)
4. Thần tượng là Ragon (アイドルはラゴン Aidoru wa Ragon?)
5. Kẻ ghét mộng mơ (夢を憎むもの Yume o Nikumu Mono?)
6. Trận chiến trong mơ (夢を懸けた戦い Yume o Kaketa Tatakai?)

## Diễn viên
- Hikaru Raidō (礼堂 ヒカル Raidō Hikaru?): Takuya Negishi (根岸 拓哉 Negishi Takuya?)
- Misuzu Isurugi (石動 美鈴 Isurugi Misuzu?): Mio Miyatake (宮武 美桜 Miyatake Mio?)
- Kenta Watarai (渡会 健太 Watarai Kenta?): Mizuki Ohno (大野 瑞生 Ōno Mizuki?)
- Chigusa Kuno (久野 千草 Kuno Chigusa?): Kirara (雲母?)
- Tomoya Ichijōji (一条寺 友也 Ichijōji Tomoya?): Takuya Kusakawa (草川 拓弥 Kusakawa Takuya?)
- Taichi Kakisaki (柿崎 太一 Kakisaki Taichi?): Shohei Uno (宇野 祥平 Uno Shōhei?)
- Kyoko Shirai (白井 杏子 Shirai Kyōko?): Hana Kino (木野 花 Kino Hana?)
- Hotsuma Raidō (礼堂 ホツマ Raidō Hotsuma?): Masahiko Tsugawa (津川 雅彦 Tsugawa Masahiko?)
- Ultraman Taro (ウルトラマンタロウ Urutoraman Tarō?, Lồng tiếng): Hiroya Ishimaru (石丸 博也 Ishimaru Hiroya?)
- Giọng nói bí ẩn (謎の声 Nazo no Koe?): Tomokazu Sugita (杉田 智和 Sugita Tomokazu?)
- Alien Valkie (バルキー星人 Barukī Seijin?, Lồng tiếng): Tatsuya Hashimoto (橋本 達也 Hashimoto Tatsuya?)

## Bài hát
Đầu
- "Legend of Galaxy ~Ginga no Hasha~" (Legend of Galaxy ～銀河の覇者～?)
  - Lời và sáng tác: Toshihiko Takamizawa (高見沢 俊彦 Takamizawa Toshihiko?)
  - Cải biên: Toshihiko Takamizawa cùng với Yuichiro Honda (本田 優一郎 Honda Yūichirō?)
  - Thể hiện: Takamiy cùng với Mamoru Miyano (宮野 真守 Miyano Mamoru?)

Giữa
- "Ultraman Ginga No Uta" (ウルトラマンギンガの歌?)
  - Thể hiện: Voyager cùng với Chisa (千紗 Chisa?, Girl Next Door), Takeuchi Hiroaki (竹内浩明 Hiroaki Takeuchi?), Maria Haruna (マリア春菜 Haruna Maria?), Hikaru Raidō (礼堂 ヒカル Raidō Hikaru?), Misuzu Isurugi (石動 美鈴 Isurugi Misuzu?), Kenta Watarai (渡会 健太 Watarai Kenta?), Chigusa Kuno (久野 千草 Kuno Chigusa?), Tomoya Ichijōji (一条寺 友也 Ichijōji Tomoya?)

Kết
- "Starlight"
  - Lời, sáng tác và cải biên Mayuko Maruyama (丸山 真由子 Maruyama Mayuko?)
  - Thể hiện: Ultra Chōtokkyū (ウルトラ超特急 Urutora Chōtokkyū?)